# Club sportif havrais
Le Club sportif havrais est un club français de football basé au Havre fondé en 1897.

## Historique
Fondé en 1897 dans les quartiers du port du Havre, le club est champion de Haute-Normandie en 1904. Avec cette victoire, il participe au championnat de France USFSA où il est éliminé en quarts de finale par le RC Roubaix.

## Palmarès
- Championnat de Normandie de l'USFSA :
  - Champion : 1904